# 胸大肌
胸大肌為將手臂拉向胸部的肌肉，兩塊胸大肌位於胸的兩側。胸大肌通常稱為胸肌或胸脯，成扇型，且分裂為大小不等兩部分。在其窄端，兩部分都附著於肱骨之上，在寬的一端，較小的部分附於鎖骨上；較大的部分則附於胸骨和肋骨上面的軟肋骨上，胸肌可將手部向前拉和向內拉近身體，還可使手臂轉動。

## 负重训练

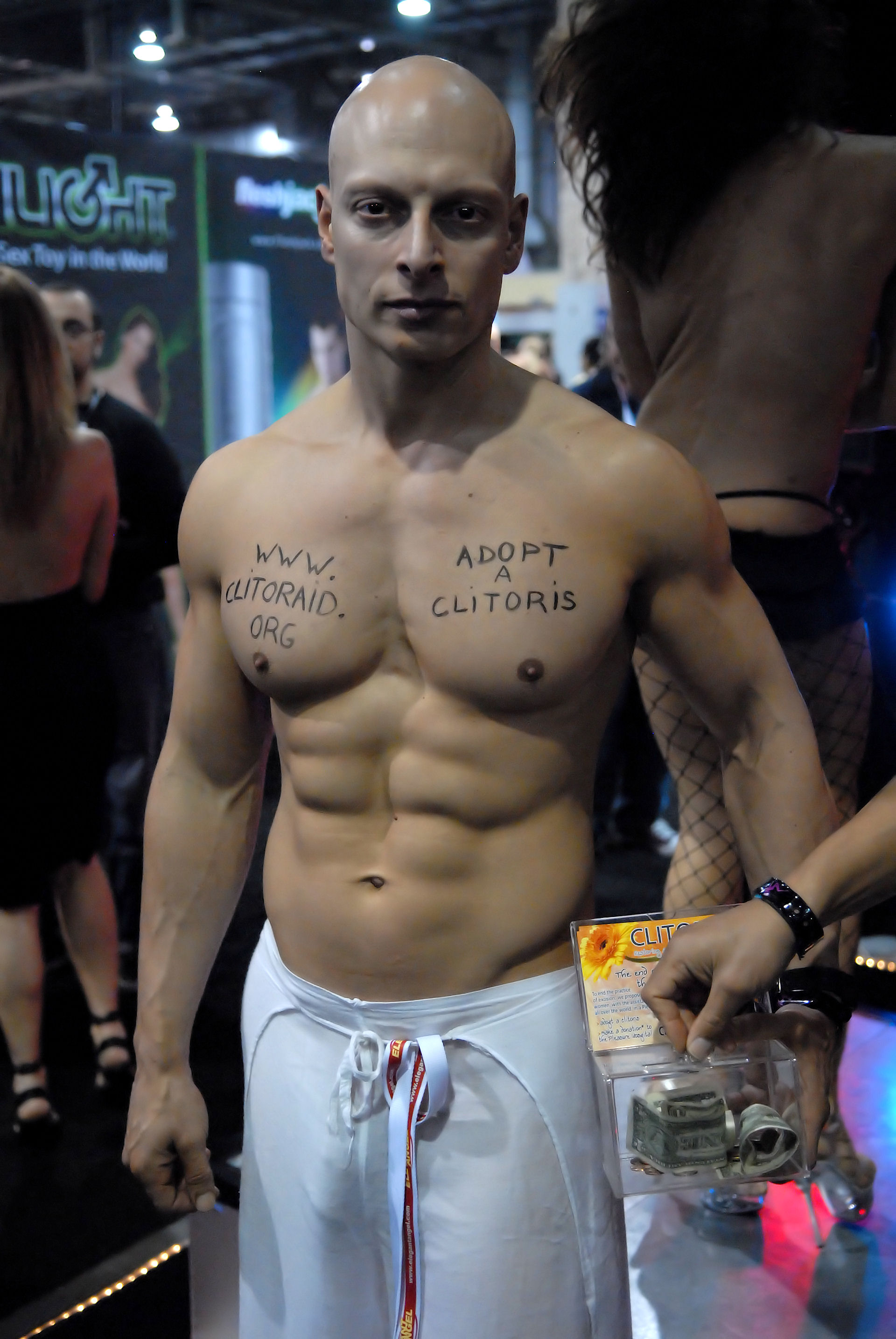
胸肌發達的男性

- 卧推
- 俯卧撑

## 性别
男性的胸大肌在乳房内部，由乳房悬韧带支撑。女性的胸大肌则在乳腺叶后面。

## 資料來源
〈人體學習百科〉 貓頭鷹出版社 ISBN 957-9684-11-1

## 外部連結
- Illustration: upper-body/pectoralis-major from The Department of Radiology at the University of Washington
- 393294 於 GPnotebook
- UCC
- Poland Syndrome, Poland Anomaly, Poland Sequence
- MRI Imaging sequence demonstrating a pectoralis major muscle tear